# Luther Adler
Luther Adler (eigentlich: Lutha J. Adler; * 4. Mai 1903 in New York City, New York; † 8. Dezember 1984 in Kutztown, Pennsylvania) war ein US-amerikanischer Film- und Theaterschauspieler.

## Leben
Luther Adler wurde als eines von sechs Kindern von Jacob P. und dessen Frau Sara Adler in New York geboren, den Begründern einer der bekanntesten jüdischen Schauspieldynastien Amerikas. Obwohl jeder der Geschwister Adlers später am Broadway Erfolge feierte, sind doch vor allem Jay und Stella Adler noch heute am bekanntesten. Letztere galt als eine der renommiertesten Schauspiellehrerinnen Hollywoods.
Bereits im Alter von fünf Jahren trat Luther Adler 1908 im Theater seines Vaters an der New Yorker Lower East Side auf, in einem Theaterstück mit dem Namen Schmendrick. Mit 13 Jahren folgten 1916 erste größere Rollen, und am 5. Dezember 1921 wurde der 18-jährige Adler in The Hand of the Potter, einem Theaterstück von Theodore Dreiser erstmals am Broadway verpflichtet. Adlers Durchbruch als Theaterschauspieler folgte am 27. Februar 1923, als er die Hauptrolle des Stücks Humoresque spielte.
Luther Adler übernahm in den 1920er und 1930er Jahren zahlreiche Theaterrollen und zählte 1931 neben seiner Schwester Stella zu den Gründungsmitgliedern der Group Theatre, deren Vorsitz Harold Clurman übernahm, der später sein Schwager werden sollte.
Im Jahr 1937 debütierte Adler auch als Schauspieler vor der Kamera, im Agentenfilm Lancer Spy. Danach folgte eine acht Jahre währende Pause, um sich ab 1942 auf seine neue Aufgabe zu konzentrieren: der Regie bei Theaterstücken am Broadway. Erst 1945 gab Adler mit dem Drama Cornered ein Comeback auf der Leinwand.
Adlers Schauspielkarriere vor der Kamera war mit Beginn der 1950er Jahre überwiegend auf Fernsehserien beschränkt. Einer seiner bekanntesten Filme in jener Zeit war der 1951 produzierte Kriegsfilm Rommel, der Wüstenfuchs, in dem Adler nur sechs Jahre nach Ende des Zweiten Weltkriegs und als erster jüdischer Schauspieler überhaupt, Adolf Hitler verkörperte. Gastauftritte in Fernsehserien übernahm Adler unter anderem in Twilight Zone, Kobra, übernehmen Sie und Die Straßen von San Francisco.
Luther Adler war zweimal verheiratet. Aus seiner ersten Ehe mit der Schauspielerin Sylvia Sidney, mit der er von 1938 bis 1942 verheiratet war, ging sein einziges Kind, Sohn Jacob, hervor. Danach war er mit Julia Roche verheiratet. Adler starb 1984, im Alter von 81 Jahren, eines natürlichen Todes in der Kleinstadt Kutztown im Osten Pennsylvanias.

## Filmografie (Auswahl)
- 1937: Lancer Spy
- 1945: Cornered
- 1947: Schmuggler von Saigon (Saigon)
- 1948: Liebesnächte in Sevilla (The Loves of Carmen)
- 1948: Im Banne der roten Hexe (Wake of the Red Witch)
- 1949: Blutsfeindschaft (House of Strangers)
- 1949: Opfer der Unterwelt (D.O.A.)
- 1950: Südsee-Vagabunden (South Sea Sinner)
- 1950: Den Morgen wirst du nicht erleben (Kiss Tomorrow Goodbye)
- 1951: M
- 1951: The Magic Face
- 1951: Rommel, der Wüstenfuchs (The Desert Fox: The Story of Rommel)
- 1952: Mördersyndikat San Francisco (Hoodlum Empire)
- 1953: Der lange Texaner (The Tall Texan)
- 1954: Ausgeräuchert (The Miami Story)
- 1955: Straße des Terrors (Crashout)
- 1955: Das Mädchen auf der roten Samtschaukel (The Girl in the Red Velvet Swing)
- 1956: Feuer im Blut (Hot Blood)
- 1959: Der Zorn des Gerechten (The Last Angry Man)
- 1960: Twilight Zone (The Twilight Zone) (Fernsehserie, Folge 2x02)
- 1960–1962: Die Unbestechlichen (The Untouchables) (Fernsehserie, drei Folgen)
- 1960–1962: Gnadenlose Stadt (Naked City) (Fernsehserie, vier Folgen)
- 1962: Route 66 (Fernsehserie, Folge 3x03)
- 1963: 77 Sunset Strip (Fernsehserie, Folge 6x03)
- 1966: Der Schatten des Giganten (Cast a Giant Shadow)
- 1968: Auftrag Mord (The Brotherhood)
- 1970: Kobra, übernehmen Sie (Mission: Impossible) (Fernsehserie, Folge 4x19)
- 1970–1971: The Psychiatrist (Fernsehserie, fünf Folgen)
- 1972–1974: Hawaii Fünf-Null (Hawaii Five-O) (Fernsehserie, vier Folgen)
- 1974: Testament in Blei (Crazy Joe)
- 1974: Die Straßen von San Francisco (The Streets of San Francisco) (Fernsehserie, Folge 3x14)
- 1975: The Man in the Glass Booth
- 1975: Die Mafia kennt keine Gnade (Mean Johnny Barrows)
- 1976: Reise der Verdammten (Voyage of the Damned)
- 1981: Die Sensationsreporterin (Absence of Malice)